# 水母溪

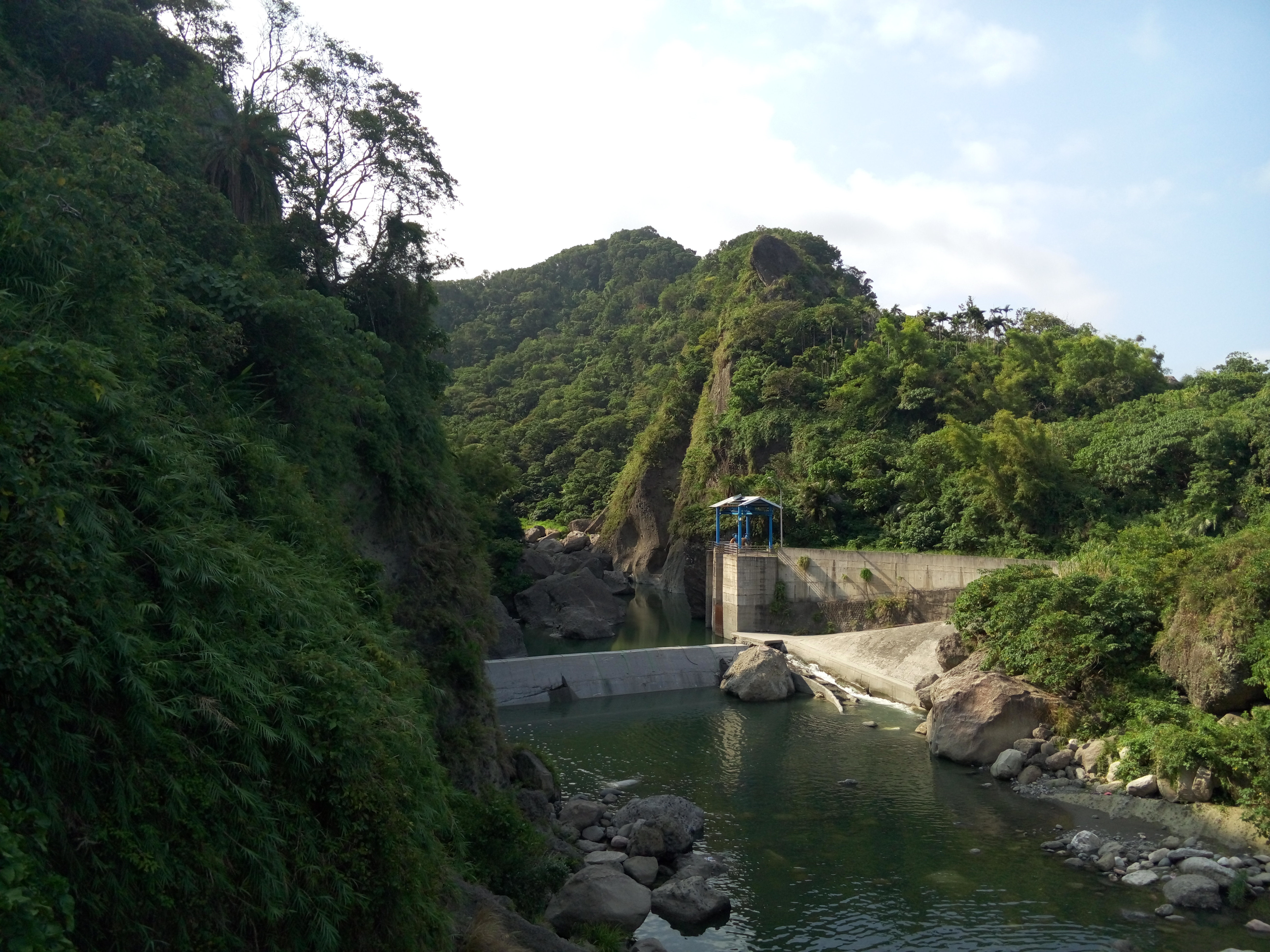
水母溪下游以及台灣自來水公司第十區水母淨水場的攔河堰

水母溪為一位於台灣東部之縣市管河川，幹流長度12.00公里，流域面積40.40平方公里，分佈於台東縣長濱鄉。主流發源於長濱鄉三間村三間屋山西北側，先向北北東流，經小嘉義後轉東南東流，經大坪頂、南溪，最終於八仙洞東北側注入太平洋。

## 水系主要河川
以下由下游至源頭列出水系主要河川，其中粗體字為主流河道。
- 水母溪：台東縣長濱鄉
  - 水母北溪：台東縣長濱鄉